# Khu dự trữ sinh quyển rừng ngập mặn Cần Giờ

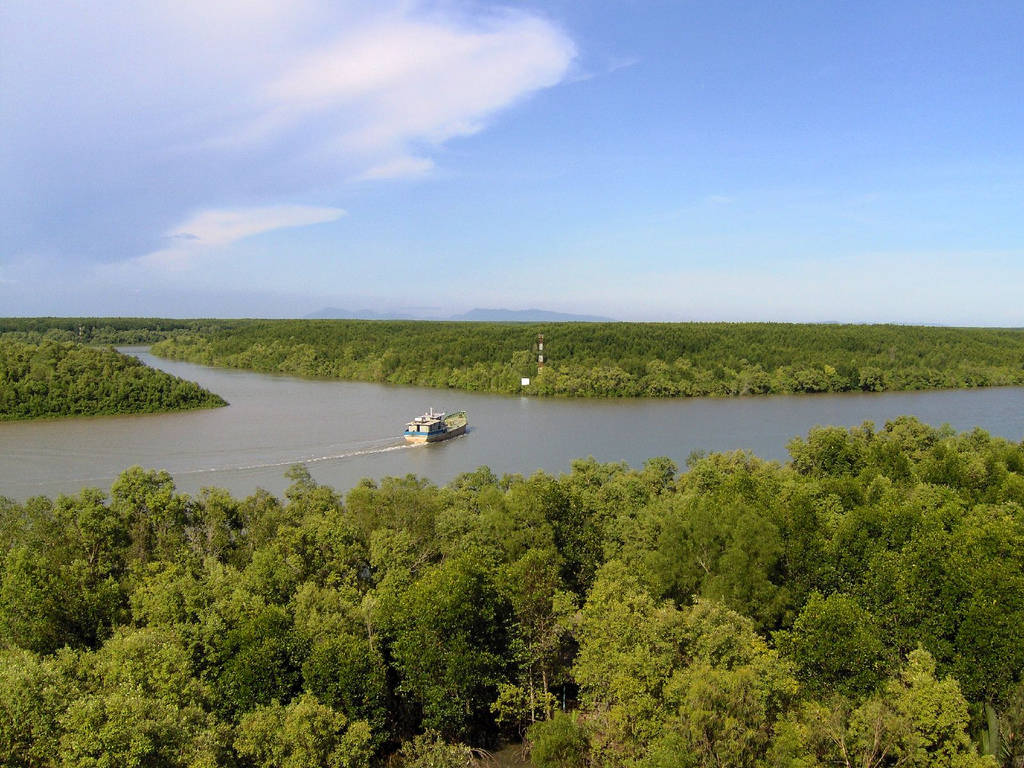
Hợp lưu của sông Lò Rèn và sông Vàm Sát trong rừng Cần Giờ, nhìn phía xa hướng Đông có thể thấy Núi Lớn của thành phố Hồ Chí Minh

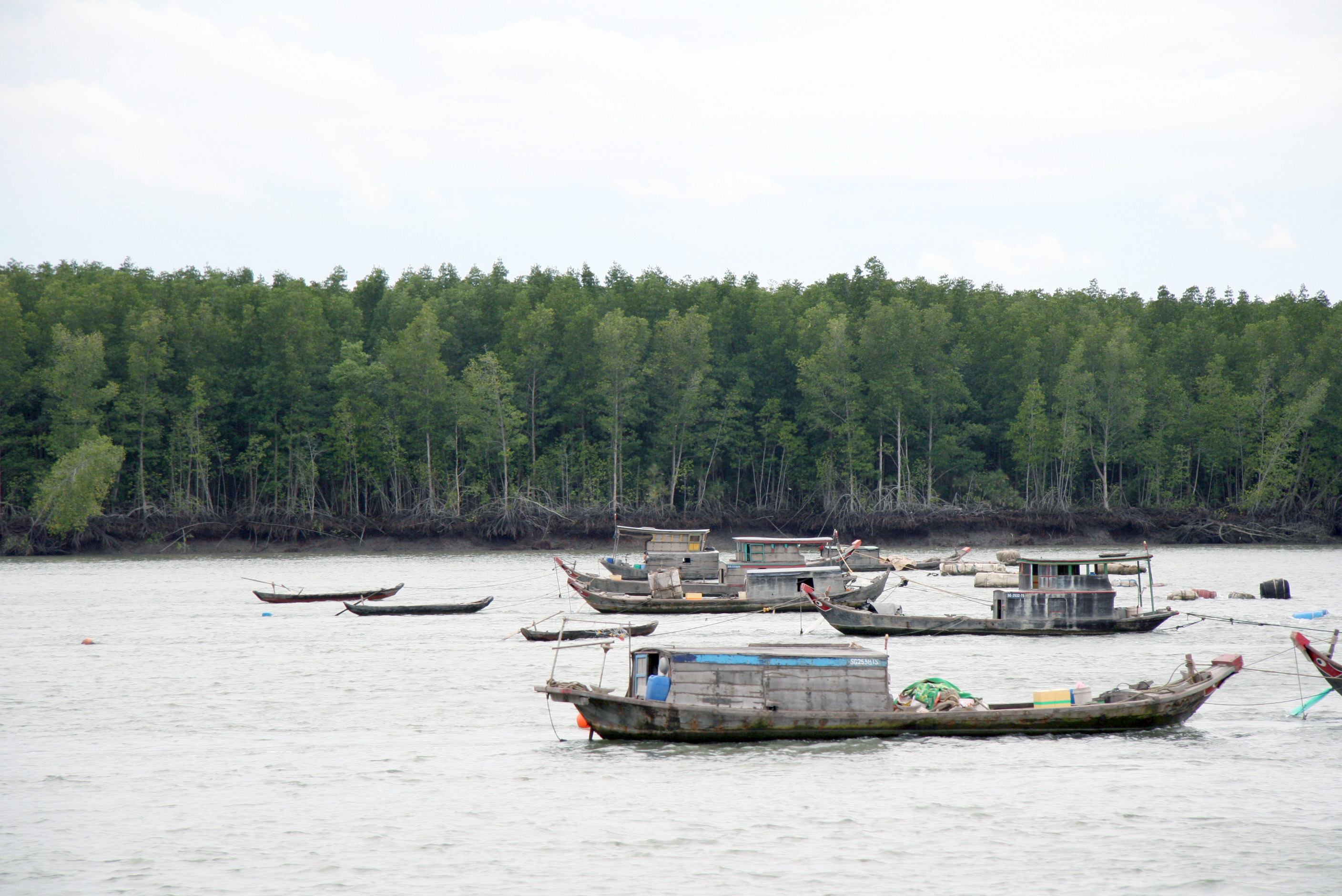
Rừng Sác và một phần đời sống dân cư

Khu dự trữ sinh quyển Cần Giờ còn gọi là Rừng Sác là một quần thể gồm các loài động, thực vật rừng trên cạn và thủy sinh, được hình thành trên vùng châu thổ rộng lớn của các cửa sông Đồng Nai, sông Sài Gòn và sông Vàm Cỏ. UNESCO đã công nhận đây là khu dự trữ sinh quyển thế giới vào ngày 21/1/2000 với hệ động thực vật đa dạng độc đáo điển hình của vùng ngập mặn. Nơi đây được công nhận là một khu du lịch trọng điểm quốc gia Việt Nam

## Vị trí địa lý
Khu dự trữ sinh quyển rừng ngập mặn Cần Giờ được hình thành ở hạ lưu hệ thống sông Đồng Nai – sông Sài Gòn, nằm ở cửa ngõ Đông Nam Thành phố Hồ Chí Minh. Tọa độ: 10°22' – 10°40' độ vĩ Bắc và 106°46' – 107°01' kinh độ Đông. Cách trung tâm Thành phố Hồ Chí Minh khoảng 60 km, khu dự trữ sinh quyển Cần Giờ giáp xã Đồng Nai ở phía Bắc, giáp biển Đông ở phía Nam, giáp tỉnh Đồng Tháp và Tây Ninh ở phía Tây, và giáp phường Bà Rịa-Vũng Tàu ở phía Đông. Tổng diện tích khu dự trữ sinh quyển rừng ngập mặn Cần Giờ là 75.740 ha, trong đó: vùng lõi 4.721 ha, vùng đệm 41.139 ha, và vùng chuyển tiếp 29.880 ha. 
Đây là khu rừng ngập mặn với một quần thể động thực vật đa dạng, trong số đó nổi bật là đàn khỉ đuôi dài (Macaca fascicularis) cùng nhiều loài chim, cò. 

## Hình thành
Trước chiến tranh, Cần Giờ là khu rừng ngập mặn với quần thể động thực vật phong phú nhưng bị tàn phá nặng nề trong chiến tranh. Năm 1978, Cần Giờ được sáp nhập về Thành phố Hồ Chí Minh, và năm 1979 UBND thành phố Hồ Chí Minh phát động chiến dịch trồng lại rừng Cần Giờ, thành lập Lâm trường Duyên Hải (đóng tại Cần Giờ, thuộc Ty Lâm nghiệp) với nhiệm vụ khôi phục lại hệ sinh thái ngập mặn. Diện tích rừng đã phủ xanh hơn 31 nghìn héc-ta, trong đó có gần 20 nghìn héc-ta rừng trồng, hơn 11 nghìn héc-ta được khoanh nuôi tái sinh tự nhiên và các loại rừng khác.
Ngày 21/ 01/ 2000, khu rừng này đã được Chương trình Con người và Sinh Quyển - MAB của UNESCO công nhận là Khu dự trữ sinh quyển đầu tiên của Việt Nam nằm trong mạng lưới các khu dự trữ sinh quyển của thế giới.
Sự khôi phục và phát triển cũng như bảo vệ của khu rừng này ghi nhận sự đóng góp rất lớn của lực lượng thanh niên xung phong thành phố Hồ Chi Minh và nhân dân Cần Giờ. Hiện khu rừng đã được giao cho chính người dân nơi đây chăm sóc và quản lý.

## Hệ sinh thái

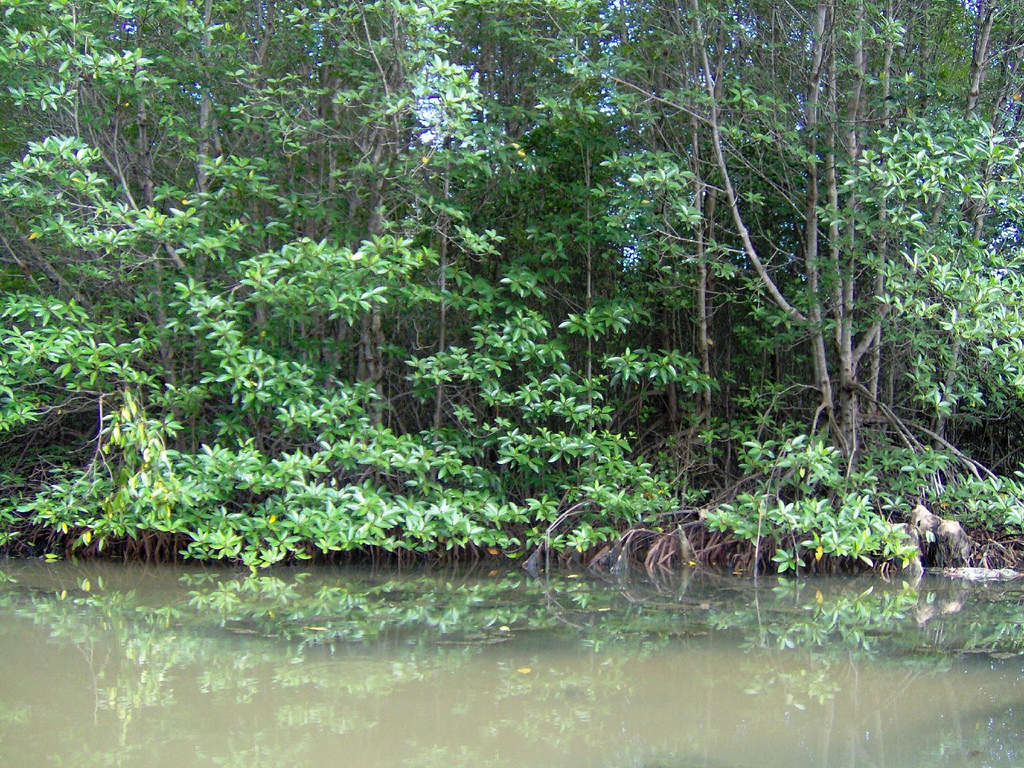
Rừng ngập mặn ở Cần Giờ

Rừng ngập mặn Cần Giờ có điều kiện môi trường rất đặc biệt, là hệ sinh thái trung gian giữa hệ sinh thái thủy vực với hệ sinh thái trên cạn, hệ sinh thái nước ngọt và hệ sinh thái nước mặn. Rừng Cần Giờ nhận một lượng lớn phù sa từ sông Đồng Nai, cùng với ảnh hưởng của biển kế cận và các đợt thủy triều mà hệ thực vật nơi đây rất phong phú với trên 150 loài thực vật, trở thành nguồn cung cấp thức ăn và nơi trú ngụ cho rất nhiều loài thủy sinh, cá và các động vật có xương sống khác.
- Về thực vật: nhiều loại cây, chủ yếu là bần trắng, mấm trắng, các quần hợp đước đôi - bần trắng cùng xu ổi, trang, đưng v.v... và các loại nước lợ như bần chua, ô rô, dừa lá, ráng, v.v... Thảm cỏ biển với các loài ưu thế Halophyla sp., Halodule sp., và Thalassia sp.; đất canh tác nông nghiệp với lúa, khoai mỡ, các loại đậu, dừa, các loại cây ăn quả. Khảo sát của Phạm Văn Ngọt và cộng sự (2007) ghi nhận rừng ngập mặn Cần Giờ có 220 loài thực vật bậc cao với 155 chi, thuộc 60 họ; trong đó, các họ có nhiều loài nhất gồm: họ Cúc (Asteraceae) 8 loài, họ thầu dầu (Euphorbiaceae) 9 loài, họ Đước (Rhizophoraceae) 13 loài, họ Cói (Cyperaceae) 20 loài, họ Hòa thảo (Poaceae) 20 loài, họ Đậu (Fabaceae) 29 loài.[6]

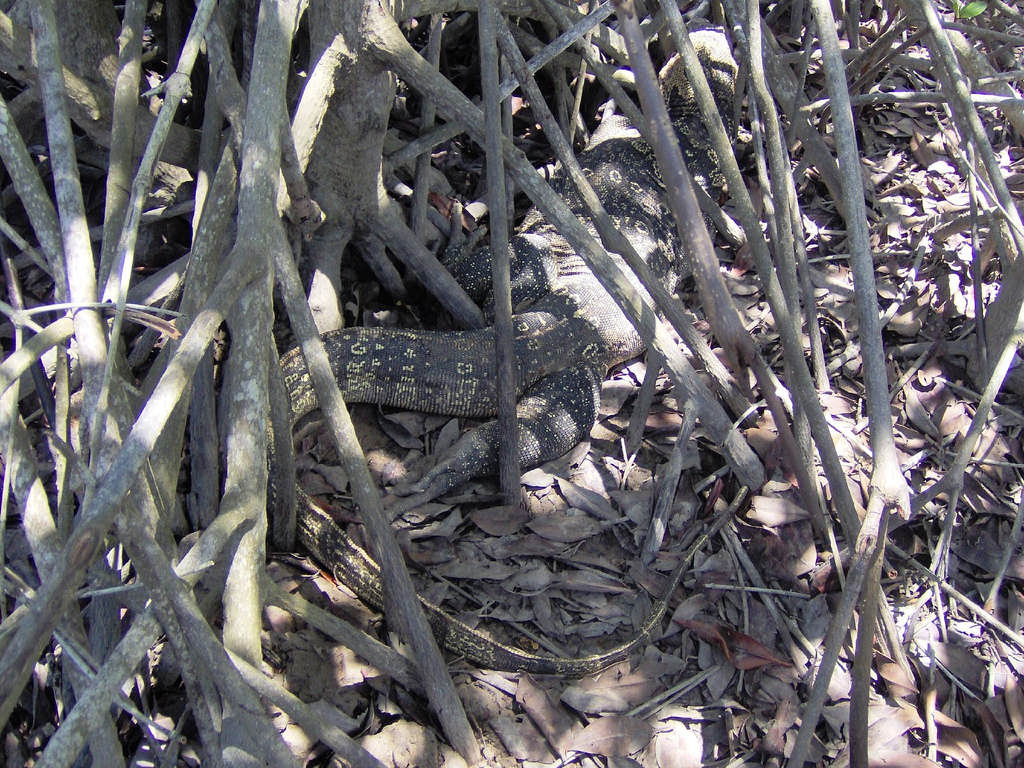
Kỳ đà ở rừng ngập mặn Cần Giờ

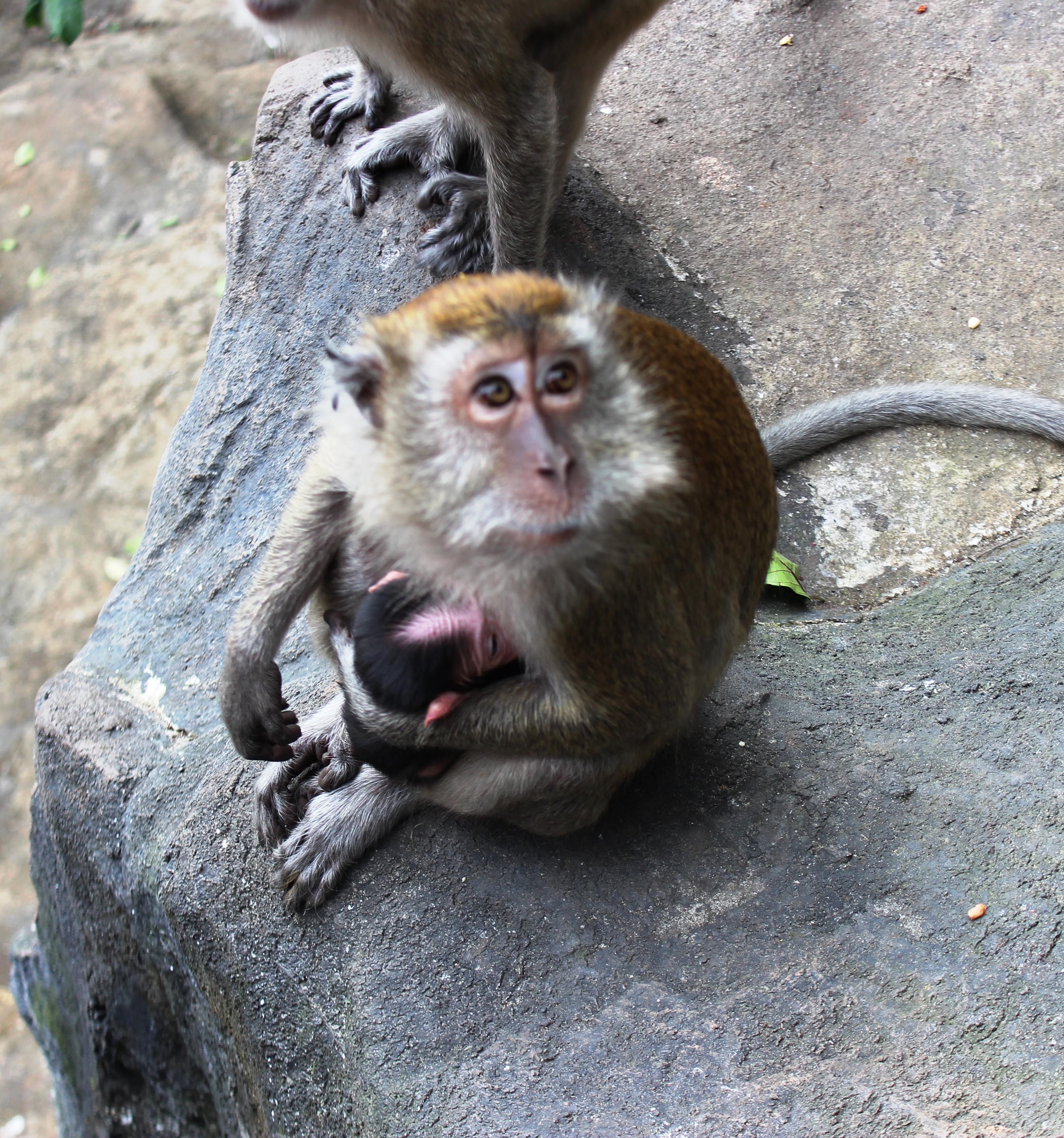
Khỉ ở đảo khỉ Cần Giờ

- Về động vật: khu hệ động vật thủy sinh không xương sống với trên 700 loài, khu hệ cá trên 130 loài, khu hệ động vật có xương sống có 9 loài lưỡng thê, 31 loài bò sát, 4 loài có vú. Trong đó có 11 loài bò sát có tên trong sách đỏ Việt Nam như: tắc kè (gekko gekko), kỳ đà nước (varanus salvator), trăn đất (python molurus), trăn gấm (python reticulatus), rắn cạp nong (bungarus fasciatus), rắn hổ mang (naja naja), rắn hổ chúa (ophiophagus hannah), vích (chelonia mydas), cá sấu hoa cà (crocodylus porosus)... Khu hệ chim có khoảng 130 loài thuộc 47 họ, 17 bộ. Trong đó có 51 loài chim nước và 79 loài không phải chim nước sống trong nhiều sinh cảnh khác nhau.[7],[8]

Đây là một khu rừng mà theo đánh giá của các chuyên gia nước ngoài là được khôi phục, chăm sóc, bảo vệ thuộc loại tốt nhất ở Việt Nam và toàn thế giới. Đây cũng là địa điểm lý tưởng phục vụ cho việc nghiên cứu khoa học, du lịch sinh thái.
Rừng ngập mặn Cần Giờ đã trở thành "lá phổi" đồng thời là "quả thận" có chức năng làm sạch không khí và nước thải từ các thành phố công nghiệp trong thượng nguồn sông Đồng Nai - Sài Gòn đổ ra biển Đông.

## Di tích lịch sử
Từ năm 1966 đến 30-4-1975, bộ đội đặc công Rừng Sác đã đánh gần 400 trận lớn nhỏ, gây thiệt hại lớn về nhân lực cũng như khí tài quân dụng cho đối phương. Trong tổng số hơn 1.000 lính thì có đến 860 đã hy sinh (trong đó 767 người hy sinh từ năm 1966 tới 1975), trong đó có 542 chiến sĩ đến nay vẫn chưa tìm thi hài. Ngày 23/9/1973, Đoàn 10 - Trung đoàn 10 đặc công Rừng Sác được phong tặng danh hiệu Anh hùng Lực lượng vũ trang nhân dân
Ngày nay, chiến khu rừng Sác được coi là di tích lịch sử cấp quốc gia.

## Du lịch
Từ một vùng đất nghèo, Cần Giờ đã đổi thay khi được Thành phố Hồ Chí Minh quy hoạch và phát triển thành khu du lịch sinh thái. Năm 2000, khu du lịch sinh thái Vàm Sát nằm trong vùng lõi của khu dự trữ sinh quyển Cần Giờ được thành lập, tháng 2/2003 đã được chức du lịch thế giới cũng công nhận khu du lịch Vàm Sát là một trong hai khu du lịch sinh thái phát triển bền vững của thế giới ở nước ta. Ở đây có nhiều hoạt động du lịch thú vị như tham quan Đầm Dơi, đi thuyền trên sông, thăm sân chim với rất nhiều loài chim sinh sống, tiếp xúc với đàn khỉ hoang dã, xem cá sấu săn mồi và tìm hiểu về hệ thực vật - động vật nơi đây.
Tiếp giáp về phía Nam của rừng Cần Giờ là biển Đông. Biển Đông trong xanh, bờ cát mịn, với không khí thoáng mát với một khu sinh thái, đang được xây dựng trở thành khu du lịch hiện đại.

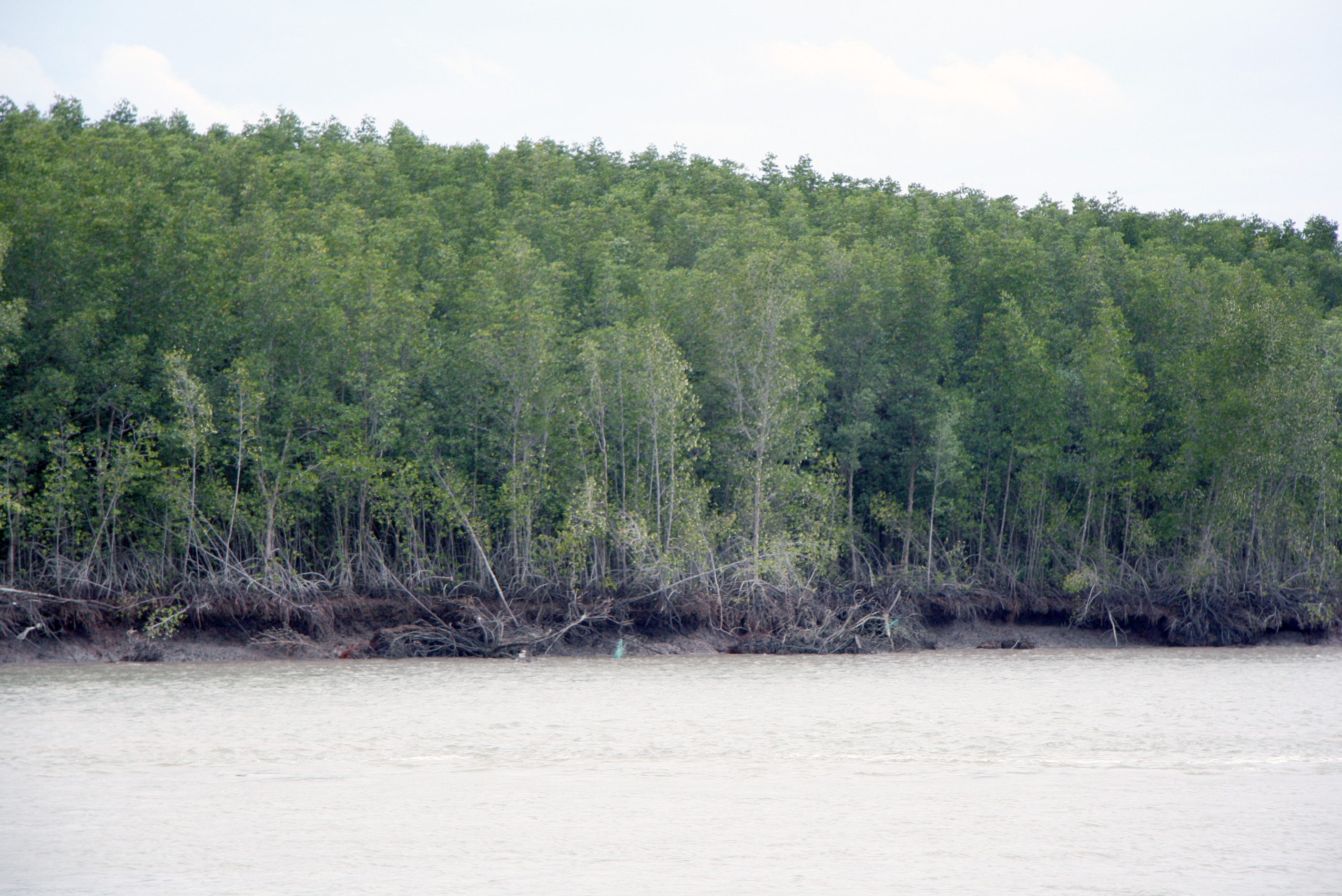
Thực vật rừng Sác
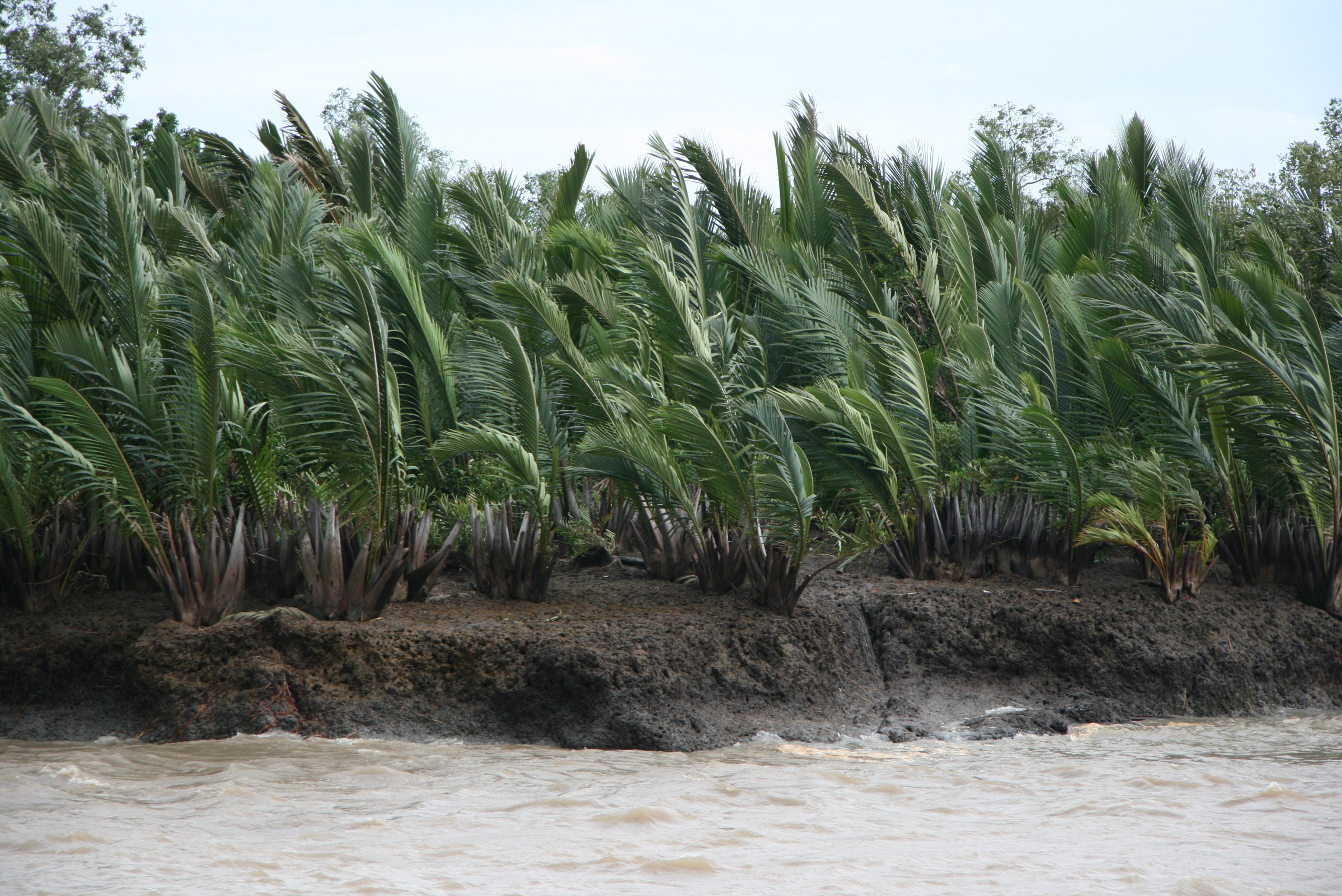
Thực vật rừng Sác
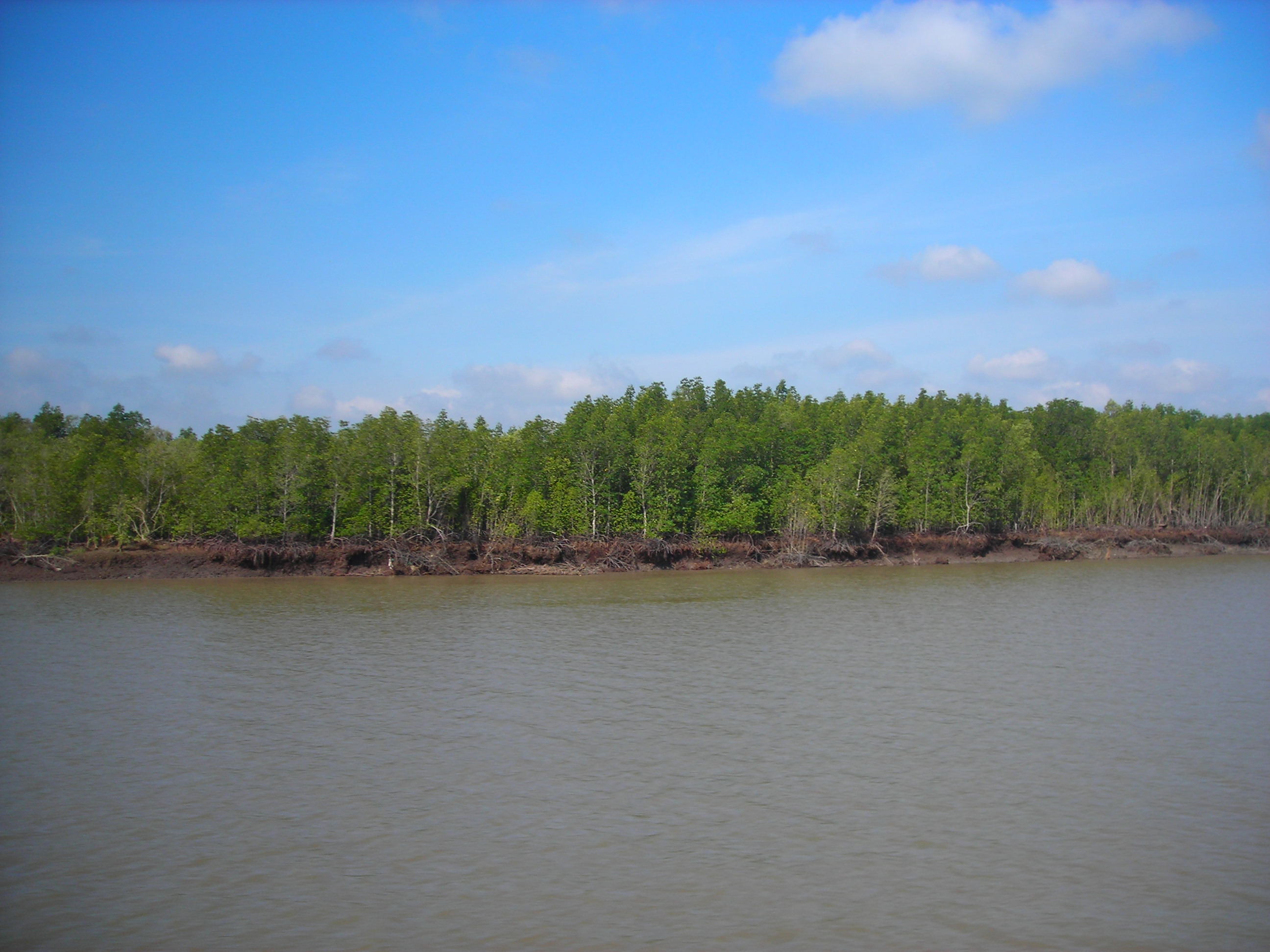
Khu dự trữ sinh quyển Cần Giờ nhìn từ cửa sông